# Kypello Ellados 1975-1976
La Coppa di Grecia 1975-1976 è stata la 34ª edizione del torneo. La competizione è terminata il 9 giugno 1976. L'Iraklis ha vinto il trofeo per la prima volta, battendo in finale l'Olympiacos.

## Primo turno
| Squadra 1           | Risultato         | Squadra 2          |
| ------------------- | ----------------- | ------------------ |
| Kastoria            | 0 – 3             | Arīs Salonicco     |
| Kavala              | 2 – 0 a tav.      | Panelefsiniakos    |
| Panathīnaïkos       | 3 – 2             | Almopos Arideas    |
| Larissa             | 2 – 1             | Amfiali Pireo      |
| GAS Veria           | 2 – 2 (6 – 7 dtr) | Īraklīs            |
| Skoda Xanthi        | 0 – 3             | Doxa Dramas        |
| Olympiakos Liosia   | 1 – 0             | Panserraïkos       |
| Naoussa             | 2 – 1             | Rodos              |
| Chalkis             | 1 – 0             | Korinthos          |
| AEK Atene           | 7 – 0             | Agios Dimitrios    |
| Panachaïkī          | 3 – 1             | Kalamata           |
| Orfeas Egaleo       | 2 – 3 (dts)       | AO Chania          |
| Kozani              | 2 – 0             | Egaleo             |
| PAOK                | 4 – 0             | Levadeiakos        |
| Anagennīsī Karditsa | 1 – 0             | Atromitos Pireo    |
| Olympiakos Volos    | 4 – 0             | Rigas Feraios      |
| Fostiras            | 0 – 0 (6 – 5 dtr) | Apollōn Smyrnīs    |
| Trikala             | 3 – 1             | Ethnikos Asteras   |
| Īlisiakos           | 0 – 3             | PAS Giannina       |
| Atromītos           | 5 – 1             | Panthrakikos       |
| Olympiacos          | 3 – 0             | Proodeftikī        |
| Koropi              | 0 – 1             | Paniōnios          |
| Ionikos             | 3 – 2             | Panarkadikos       |
| Kampaniakos         | 0 – 0 (4 – 3 dtr) | Anagennīsī Epanomī |
| Akrites Sykeon      | 1 – 3             | Ethnikos Pireo     |
| Panaitōlikos        | 2 – 1 (dts)       | Pandramaïkos       |
| OFI Creta           | 2 – 1             | Lamia              |
| Patrasso            | 0 – 1             | Pierikos           |

## Secondo turno
| Squadra 1     | Risultato   | Squadra 2           |
| ------------- | ----------- | ------------------- |
| PAOK          | 2 – 0       | PAS Giannina        |
| Ionikos       | 0 – 2       | Arīs Salonicco      |
| Kampaniakos   | 1 – 4       | Larissa             |
| AEK Atene     | 2 – 1       | Anagennīsī Karditsa |
| AO Chania     | 1 – 0 (dts) | Kozani              |
| Olympiacos    | 1 – 0       | Ethnikos Pireo      |
| OFI Creta     | 2 – 0       | Atromītos           |
| Doxa Dramas   | 2 – 0       | Panachaïkī          |
| Paniōnios     | 4 – 1 (dts) | Olympiakos Volos    |
| Īraklīs       | 1 – 0       | Pierikos            |
| Panathīnaïkos | 2 – 1       | Kavala              |
| Naoussa       | 0 – 1       | Olympiakos Liosia   |

Passano automaticamente il turno:
| Squadre      |
| ------------ |
| Panaitōlikos |
| Fostiras     |
| Chalkis      |
| Trikala      |

## Ottavi di finale
| Squadra 1      | Risultato         | Squadra 2         |
| -------------- | ----------------- | ----------------- |
| Trikala        | 0 – 1             | Īraklīs           |
| Olympiacos     | 1 – 1 (6 – 5 dtr) | PAOK              |
| Arīs Salonicco | 3 – 1             | Larissa           |
| Fostiras       | 2 – 1             | Doxa Dramas       |
| Panaitōlikos   | 2 – 1 (dts)       | OFI Creta         |
| Panathīnaïkos  | 1 – 0             | AO Chania         |
| AEK Atene      | 6 – 0             | Olympiakos Liosia |
| Chalkis        | 1 – 2             | Paniōnios         |

## Quarti di finale
| Squadra 1     | Risultato | Squadra 2      |
| ------------- | --------- | -------------- |
| Panathīnaïkos | 3 – 1     | Arīs Salonicco |
| Olympiacos    | 3 – 1     | Paniōnios      |
| Fostiras      | 0 – 1     | AEK Atene      |
| Panaitōlikos  | 1 – 7     | Īraklīs        |

## Semifinali
| Squadra 1 | Risultato | Squadra 2     |
| --------- | --------- | ------------- |
| Īraklīs   | 3 – 2     | Panathīnaïkos |
| AEK Atene | 2 – 3     | Olympiacos    |

## Finale
| Arbitro: | Lelos Vamvakopoulos (Atene) |

|                                                                             |                      |                                                                               |
| Siokos 60’ Viera 81’ Karavitis 115’ Glezos 119’                             | Marcatori            | 25’ Hatzipanagis 72’ Kousoulakis 102’ Hatzipanagis 111’ Gesios                |
| Kyrastas Karavitis Stavropoulos Vasilopoulos Synetopoulos Glezos Toumboglou | Tiri di rigore 5 – 6 | Sentelidis Antoniević Christoforidis Pontikis Hatzipanagis Kousoulakis Sundby |